# ۶۰ دلو
۶۰ دلو یک ستاره است که در صورت فلکی دلو قرار دارد.